# Кривенко, Пётр Степанович
Пётр Степанович Кривенко (1910 год — дата и место смерти не известны) — передовик производства, бригадир слесарей-монтажников Ждановского управления «Металлургмонтаж» треста «Металлургмонтаж» Министерства строительства Украинской ССР, Сталинская область, Украинская ССР. Герой Социалистического Труда (1958). Депутат Верховного Совета УССР 6-го созыва.

## Биография
Принимал участие в строительстве новых цехов Ждановского металлургического завода имени Ильича и завода «Азовсталь». В 1958 году был удостоен звания Героя Социалистического Труда «за выдающиеся успехи, достигнутые в строительстве и промышленности строительных материалов».
Избирался депутатом Верховного Совета УССР.

## Награды
- Герой Социалистического Труда — указом Президиума Верховного Совета СССР от 9 августа 1958 года
- Орден Ленина